# Barygenys nana
Barygenys nana és una espècie de granota que viu a Papua Nova Guinea.